# シンデレラ (1950年の映画)
『シンデレラ』（原題：Cinderella）は、1950年のアメリカ合衆国のミュージカル・ファンタジー映画。ウォルト・ディズニー・プロダクション製作によるアニメーション映画である。原作は、シャルル・ペローの童話『シンデレラ』。本国米国で1950年2月15日に公開された。
日本初公開は、1952年3月7日。初公開から1974年再公開時までのタイトルは『シンデレラ姫』。
21世紀に入り、続編として『シンデレラII』（2002年）、『シンデレラIII 戻された時計の針』（2007年）がOVAで製作されており、またリメイクとして実写映画版も製作された。
また本作は、2018年にNational Film Registry（アメリカ国立フィルム登録簿）に登録された。

## 概要
原作はシャルル・ペロー童話の『シンデレラ』。ウォルト・ディズニーはこの映画の構想に27年もかけたという。1923年に企画を立案するも第二次世界大戦によるスタッフ不足の影響があり中断。1944年に企画を再立案し終戦後の1945年に制作を開始。ウォルトはシンデレラのデザインを創るにあたって色々な資料を集め童話の挿画や少年少女のイメージにあわせる事にし、青い眼、ブロンドの髪、体重120ポンドに決めた。更に独自のシーンや演出を多数盛り込んでミュージカル作品に仕立てている。また馬のメジャーや犬のブルーノ、トレメイン夫人の飼い猫ルシファーなどの動物たちはディズニーオリジナルのキャラクターである。
5年の歳月をかけて、絵の数は150万枚。長編アニメーション映画としては、1942年公開の『バンビ』以来となった。
ディズニー社では『白雪姫』の公開以降、ヒット作は出ておらず、第二次世界大戦の終戦時には会社の負債額は約400万ドルを超え、（現在では名作と名高い）『ピノキオ』『バンビ』等もヒットには至らず、興行収入的には失敗が続いていた。スタジオは経営危機に陥り、次の作品でヒットを出せなければディズニー社は先がない状況であった。 
そんな状況下でウォルトは「逆境にある少女の物語を…」と、満を持して制作に踏み切ったのが本作である。1950年、本作は公開されるや否や瞬く間に話題を呼び、念願の大ヒットとなった。関連商品は飛ぶように売れ、挿入歌の『ビビディ・バビディ・ブー』が収録されたレコードは好評を得て、同曲はアカデミー歌曲賞にもノミネートされた。ウォルト自身、アニメという金脈を掘り当てたシンデレラ・ボーイだった。
アメリカでのビデオ発売は1988年で、前年ビデオ発売された『わんわん物語』の2倍以上の720万本を売る特大ヒットを記録し、アメリカに於けるセルビデオ時代の幕を開けたといわれた。日本でのビデオ発売は1992年10月21日（通常版5768円）。
後にウォルトは、（ディズニーアニメーションで）一番好きな作品は『シンデレラ』だと答えている。ウォルト自身もシンデレラ同様に逆境を乗り越えて夢を掴んだ人物であり、映画評論家のジョエル・シエゲルは「彼がシンデレラに惹かれたのは、ウォルト自身がシンデレラだったから」だと語っている。

## あらすじ
遠い昔。ある所にシンデレラという美しく優しい娘が立派な屋敷に住んでいた。母親を早くに亡くした後、父親は妻の分までシンデレラを大切に慈しみながら育てていたが、まだ幼い彼女の身を案じ、二度目の結婚相手として新しい母親のトレメイン夫人と、その連れ子である二人の義姉・アナスタシアとドリゼラを迎える。しかし父親が亡くなると継母は本性を表し、義理の娘であるシンデレラに辛くあたり、自分の二人の娘だけを可愛がるようになった。そして継母や義姉たちが財産を浪費したため、屋敷は荒れ果てていった。
シンデレラはわがままな上に意地っ張りで意地悪な三人にいつもいじめられては罵られ、ついには召使いとして扱われるようになり、毎日灰にまみれて朝から晩まで洗濯や掃除、雑巾がけ、皿洗い、食事の支度などを押しつけられ、屋敷の塔にある屋根裏部屋に住まわされてしまう。しかし、シンデレラはきっと幸せがやってくる、いつかは夢が叶うと信じ、明るさと希望を失わなかった。そんな彼女の味方は鼠のガスとジャックの仲間や小鳥達、馬のメジャーと犬のブルーノだった。
そんなある日のこと、お城の王子であるプリンス・チャーミングの花嫁選びを兼ねた帰国祝いの舞踏会を開くことになり、シンデレラの家にも招待状が届いた。義理の姉達は大はしゃぎし、自身も行きたいと願うシンデレラに継母は、全ての仕事を片付け、ドレスを用意できたら舞踏会に行ってもいいという。
シンデレラは亡くなった実の母のドレスを手直しして着ていこうとしたが、三人は仕事をわざと多く押しつけ、ドレスが出来上がらないようにした。そこで小鳥や鼠達は義姉達がいらないと言って捨てたサッシュやリボンを使い綺麗なドレスを作る。しかし、舞踏会に行かせまいとする継母の悪巧みによって、義姉達はシンデレラを自分達が捨てたものを盗んで使った泥棒だと勝手に決めつけ、ドレスをボロボロに破かれてしまう。シンデレラはショックのあまり父との思い出の噴水まで走って泣いていたところ、彼女を励ますように妖精の老婆、フェアリー・ゴッドマザーが現れた。彼女が魔法の呪文「ビビディ・バビディ・ブー」を唱えて杖を振ると、瞬く間にカボチャが馬車に、ブルーノとメジャーは立派な従者と御者に、鼠達が白馬に変わっていった。最後に杖を一振りすると、破かれたドレスは美しく輝くドレスに変わり、気が付くとシンデレラはガラスの靴も履いていた｡「12時になったら魔法は解ける」という忠告を聞いた彼女は、カボチャの馬車に乗って王子のいる城に向かった。
その頃、城の舞踏会では王子が出席者たちにお目通りを兼ねた挨拶をしていたが、元々結婚するつもりなど毛頭ないためすっかり退屈してしまっていた。そしてドリゼラとアナスタシアの番になった時、偶然現れたシンデレラの美しさに目を奪われダンスを申し込む。そのまま二人は踊りながら会場を抜け出し、城の庭を巡りながら楽しいひと時を過ごすが、シンデレラは相手が王子だと気が付いていなかった。そして時計塔の鐘が12時を打った途端シンデレラは妖精との約束を思い出し、王子の制止を振り切って走り出した。途中階段で靴が片方脱げてしまうが、シンデレラは拾う暇もなく馬車に乗り城を飛び出す。その一連を見ていた大公は慌てて兵士に馬車を追わせるが、魔法が解けてしまったため元の破れた服に戻ったシンデレラに気がつかず走り去る。シンデレラは足に残っていた片方の靴を抱きしめながら「素敵な夢をありがとう」と、もうここにはいないフェアリー・ゴッドマザーに御礼を言った。
翌日、城は突然消えてしまった謎の娘の事で大騒ぎになっていた。そしてガラスの靴にピッタリ合う足の持ち主を正式に王子の花嫁として迎え入れると大々的に発表し、この話はシンデレラ達の屋敷にも届いていた。継母はこれがチャンスだと早々にドリゼラとアナスタシアをたたき起こし、シンデレラにも仕度を手伝うよう命令する。そこでようやくあの時の相手が王子だと知り驚くシンデレラ。そして浮かれながら歌を口ずさみ、部屋へ身なりを整えにいく。だが、継母はその歌声からあの時の娘がシンデレラだと見抜き、自分達の邪魔をさせないためにこっそり後をつけ、部屋に鍵を掛けて閉じ込めてしまった。しかし、一部始終を見ていたジャックとガスが義姉達が靴に悪戦苦闘するどさくさにまぎれて鍵を取り返し、途中ルシファーが立ちはだかるも、ブルーノの手助けによってシンデレラは無事脱出。諦めて帰ろうとした大公たちを引き止めさせた。しかし、またもや継母がわざと杖を出して使いを転ばせて邪魔をし、ガラスの靴は大公とシンデレラの目の前で粉々に砕けてしまった。大公はせっかくの手掛かりが消えてしまったと嘆くが、シンデレラが隠し持っていたもう片方を差し出したことで事なきを得た。もちろんガラスの靴はシンデレラの足にピッタリと合い、シンデレラは王子と結婚して幸せに暮らした。

## 登場キャラクター
シンデレラ（Cinderella）
本作の主人公。明るくて気品のある美しい娘。ディズニープリンセスの一人。

プリンス・チャーミング（Prince Charming）
シンデレラ達が暮らしている小さな王国の王子。

トレメイン夫人（Lady Tremaine）
シンデレラの継母で、ドリゼラとアナスタシアの実母。

アナスタシア・トレメイン（Anastasia Tremaine）、ドリゼラ・トレメイン（Drizella Tremaine）
共にシンデレラの義姉。二つ結びの黒髪にリボンをつけ、黄土色のドレスを着ているのが姉のドリゼラで、茶髪を縦ロールにして、紫色のドレスを着ているのが妹のアナスタシア。アナスタシアがフルートを吹き、ドリゼラは母から歌を教わるが、シンデレラと比べると下手。また些細な事ですぐ言い争いを始めるなど、姉妹仲もあまり良くない様子。
国王（The King）
王子の父。かなりの高齢だが未だ矍鑠としている。孫の姿を見たいと渇望しており、結婚に関心を示さない王子を憂いて結婚相手を探す為に舞踏会を提案する。
豪快な振る舞いが多く、癇癪を起こすと周りの物を投げ飛ばしたり、剣を振り回したりと性格は破天荒で、大公の気苦労の原因にもなっている。
ラストの結婚式では、シンデレラが落としてしまった靴を履かせた事で彼女からキスを送られる。
大公（The Grand Duke）
国王を補佐する片眼鏡をかけた男性。大盤振る舞いな国王にはいつも突拍子のない提案に振り回されたり、こき使われたり、八つ当たりされたりと気苦労が多い。
フェアリー・ゴッドマザー（Fairy Godmother）
ネズミたちが仕立てたドレスを破られ途方に暮れるシンデレラの前に現れた妖精のおばあさん。魔法の杖を何処へやったか忘れたり肝心のドレスを後回しにしてしまうなど少々おっちょこちょいな場面もある。魔法でシンデレラのドレスを美しい青色のドレスに、庭にあったカボチャを4頭立ての馬車に、馬を御者に、そしてネズミたちを馬に変え､「12時の鐘が鳴り終わったら魔法が解ける」と教えて笑顔で舞踏会へ送り出した。
ジャック（Jaq）
シンデレラの友達でネズミたちのリーダー格。新入りのガスにいろいろと教える。
ガス（Gus）
階段の途中にあるネズミ捕りにかかっていた太ったネズミで、食欲旺盛。ルシファーに目をつけられしょっちゅう狙われる羽目になってしまい、意図しない形でシンデレラに迷惑をかけてしまう場面もあった。
ブルーノ（Bruno）
シンデレラの家で飼われている犬。普段はおとなしいがルシファーとは犬猿の仲。
ルシファー（Lucifer）
継母が飼っている猫。お風呂が大嫌い。飼い主に似て意地悪な性格で、何かとシンデレラたちの邪魔をし、特にガスを執拗に追いかけ回している。その一方でブルーノが大の苦手で、シンデレラを助けようとするジャックたちに立ちはだかるも、シンデレラの機転により屋敷に乱入してきたブルーノから逃げ惑い、塔のてっぺんから地面に落下していった。
パーラ＆スージー（Perla & Suzy）
シンデレラの友達で裁縫が得意なネズミの女の子。小鳥たちと共に朝の身支度のお手伝いもしている。シンデレラの母親の形見のドレスを手直しするのに一役買った。
メジャー（Major）
シンデレラの家で飼われている馬。元々はシンデレラの父親の愛馬。ラストの結婚式でシンデレラと王子の乗った馬車を先頭で引いている。
郵便屋（The Herald）
招待状を配ったり、王子の恋人探しの時には大公と一緒についてガラスの靴を運ぶ役もしている。
大臣
パーティーに出席した女性の名前を読み上げる。

## キャスト
| 役名                                          | 原語版声優 （俳優）                                                | 日本語吹き替え        | 日本語吹き替え                             |
| 役名                                          | 原語版声優 （俳優）                                                | 1961年公開版          | 1992年公開版 （追加収録部分）              |
| --------------------------------------------- | ------------------------------------------------------------------ | --------------------- | ------------------------------------------ |
| シンデレラ                                    | アイリーン・ウッズ （ヘレーネ・スタンリー）                        | 富沢志満 歌：浜田尚子 | 鈴木より子                                 |
| プリンス・チャーミング （王子）               | ウィリアム・ピップス 歌：マイク・ダグラス （ジョン・フォンテイン） | 友竹正則              | 風雅なおと                                 |
| トレメイン夫人 （継母）                       | エレノア・オードリー （エレノア・オードリー）                      | 北林谷栄              | 寺島信子 （谷育子）                        |
| ドリゼラ・トレメイン                          | ローダ・ウィリアムズ （ローダ・ウィリアムズ）                      | 前沢奈緒子            | 藤田淑子                                   |
| アナスタシア・トレメイン                      | ルシール・ブリス （ヘレーネ・スタンリー）                          | 依田緑                | 高乃麗                                     |
| 国王 （王様）                                 | ルイス・ヴァン・ロッテン （ルイス・ヴァン・ロッテン）              | 中村哲                | 富田耕生                                   |
| 大公                                          | ルイス・ヴァン・ロッテン （ルイス・ヴァン・ロッテン）              | 坊屋三郎              | 吉水慶 （鳥畑洋人）                        |
| フェアリー・ゴッドマザー （妖精のおばあさん） | ヴェルナ・フェルトン （クレア・デュブレイ）                        | 堀越節子              | 京田尚子                                   |
| ジャック （ねずみ）                           | ジム・マクドナルド                                                 | 中村哲                | 山寺宏一                                   |
| ガス （ねずみ）                               | ジム・マクドナルド                                                 | 中村哲                | 安西正弘 （田中英樹）                      |
| ブルーノ （犬）                               | アール・キーン                                                     | 原語版流用            | 原語版流用                                 |
| ルシファー （猫）                             | ジューン・フォーレイ                                               | 原語版流用            | 原語版流用                                 |
| パーラ （ねずみ）                             | ルシル・ウィリアムス                                               |                       |                                            |
| スージー （ねずみ）                           | ジューン・サリヴァン                                               |                       | 川村万梨阿                                 |
| 郵便屋                                        | ドン・バークレー （ドン・バークレー）                              |                       | 茶風林                                     |
| 大臣                                          |                                                                    |                       | 糸博                                       |
| その他                                        |                                                                    |                       | 高木渉 滝沢ロコ まるたまり 伊藤友美 石田彰 |
| ナレーター                                    | ベティ・ルー・ガーソン                                             | 松田トシ              | 鈴木弘子                                   |

- 1961年版による公開：1961年（日本RKO）、1974年（ブエナ・ビスタ）、1982年（東宝）、1987年（東宝）
- 1992年版による公開：1992年（東映/ワーナー・ブラザース）
- ディズニーから発売されているソフト（VHS、DVD、BD等）には、1992年版の吹き替えを収録。

※DVD以降は、差別用語や古い言葉遣いなど一部台詞の録り直しが行われたものを収録している。その際一部キャストは別の声優が代役を務めた。

## スタッフ

### 映像制作
| 製作                 | 製作                                                      | ウォルト・ディズニー、ロイ・O・ディズニー |
| 原作                 | 原作                                                      | シャルル・ペロー |
| 脚本                 | 脚本                                                      | ビル・ピート、テッド・シアーズ、ホーマー・ブライトマン、ケン・アンダーソン、アードマン・ペナー、ウィンストン・ヒブラー、ハリー・リーヴズ、ジョー・リナルディ |
| 音楽                 | 音楽                                                      | オリバー・ウォレス、ポール・J・スミス |
| オーケストレーション | オーケストレーション                                      | ジョゼフ・ドゥービン、エドワード・H・プラム |
| 作画監督             | シンデレラ                                                | マーク・デイヴィス、エリック・ラーソン、レス・クラーク |
| 作画監督             | プリンス・チャーミング フェアリー・ゴッドマザー 大公 王様 | ミルト・カール |
| 作画監督             | トレメイン夫人                                            | フランク・トーマス |
| 作画監督             | ネズミ ルシファー                                         | ジョン・ラウンズベリー、ウォード・キンボール |
| 作画監督             | 小鳥                                                      | エリック・ラーソン |
| 作画監督             | ドリゼラ アナスタシア                                     | オリー・ジョンストン |
| 作画監督             | プルーノ                                                  | ノーム・ファーガソン |
| 作画監督             | アクション担当                                            | ウォルフガング・ライザーマン |
| レイアウトチェック   | レイアウトチェック                                        | ドン・ダグラディ |
| レイアウト           | レイアウト                                                | マクラーレン・スチュワート、トム・コドリック、ランス・ノリー、ドン・グリフィス、A・ケンドール・オコーナー、ヒュー・ヘネシー、チャールズ・フィリッピ、ソー・パットナム |
| 原画                 | 原画                                                      | ドン・ラスク、ヒュー・フレイザー、フレッド・ムーア、ジャッジ・ウィッテカー、マーヴィン・ウッドワード、ジョージ・ニコラス、フィル・ダンカン、ハル・キング ハーヴィー・トゥームズ、クリフ・ノードバーグ、ハル・アンブロ、ケン・オブライエン、エドウィン・アーダル、ジェリー・ハスコック、ダン・マクマナス、ジョン・マクマナス |
| エフェクト原画       | エフェクト原画                                            | ジョージ・ローリー、ジョシュア・メダー、ジャック・ボイド、ブレイン・ギブソン |
| 美術監督             | 美術監督                                                  | ジョン・ヘンチ、クロード・コーツ |
| 背景                 | 背景                                                      | ブライス・マック、ラルフ・ヒューレット、ディック・アンソニー、アート・ライリー、レイ・ハッファイン、マール・コックス、テルマ・ウィトマー |
| 色彩設計             | 色彩設計                                                  | メアリー・ブレア |
| 特殊効果             | 特殊効果                                                  | アブ・アイワークス |
| 撮影                 | 撮影                                                      | ボブ・ブロートン |
| 音響監督             | 音響監督                                                  | C・O・スライフィールド |
| 録音                 | 録音                                                      | ハロルド・J・ステック、ロバート・O・クック |
| 音楽編集             | 音楽編集                                                  | アル・ティーター |
| 編集                 | 編集                                                      | ドナルド・ハリデイ |
| 助監督               | 助監督                                                    | マイク・ホロボッフ、ラリー・ランズバーグ、テッド セバーン |
| アニメーション制作   | アニメーション制作                                        | ウォルト・ディズニー・プロダクション |
| 監督                 | 監督                                                      | ハミルトン・ラスク、クライド・ジェロニミ、ウィルフレッド・ジャクソン |
| 総監督               | 総監督                                                    | ベン・シャープスティーン |
| 配給                 | 配給                                                      | RKO |

### スペシャル・エディション版制作
| 製作担当者                                 | デイヴィッド・カーディフ   |
| 製作デスク                                 | コーリー・ハンセン         |
| デジタル修復                               | レイチェル・クレメント     |
| デジタルプロデューサー                     | エイプリル・マックモーリス |
| デジタルペイントタイミングスーパーパイザー | ブルース・タウシャー       |
| デジタルカラーリスト                       | ティモシー・ピーラー       |

### 日本語版制作
≪1961年版≫
| 総指揮     | ジャック・カッティング |
| 監督・台本 | 田村幸彦               |
| 音楽       | 服部逸郎               |
| 編集       | 上田忠雄               |
| 録音       | 国際ラジオセンター     |

≪1992年版≫
| プロデューサー | 津司大三                                     |
| 演出           | 佐藤敏夫、加藤敏                             |
| 脚本翻訳       | 森みさ                                       |
| 音楽演出       | 片桐和子、市之瀬洋一                         |
| 録音・調整     | 吉田佳代子                                   |
| 録音スタジオ   | 東亜スタジオ、アオイスタジオ、スタジオ・ユニ |
| 録音制作       | 東北新社                                     |
| 日本語版制作   | DISNEY CHARACTER VOICES INTERNATIONAL, INC.  |

## 挿入歌
| 使用箇所           | 曲名                                            | 作詞                                                           | 作曲                                                           | 訳詞     | 歌                                                           |
| ------------------ | ----------------------------------------------- | -------------------------------------------------------------- | -------------------------------------------------------------- | -------- | ------------------------------------------------------------ |
| オープニングテーマ | シンデレラ Cinderella                           | マーク・デイヴィッド ジェリー・リヴィングストン アル・ホフマン | マーク・デイヴィッド ジェリー・リヴィングストン アル・ホフマン | 片桐和子 | マーニ・ニクソン ザ・ジャド・コンロン・コーラス              |
| エンディングテーマ | 夢はひそかに A Dream Is A Wish Your Heart Makes | マーク・デイヴィッド ジェリー・リヴィングストン アル・ホフマン | マーク・デイヴィッド ジェリー・リヴィングストン アル・ホフマン | 片桐和子 | アイリーン・ウッズ ザ・ジャド・コンロン・コーラス            |
| 挿入歌             | 歌えナイチンゲール Oh, Sing Sweet Nightingale   | マーク・デイヴィッド ジェリー・リヴィングストン アル・ホフマン | マーク・デイヴィッド ジェリー・リヴィングストン アル・ホフマン | 片桐和子 | アイリーン・ウッズ ローダ・ウィリアムズ                      |
| 挿入歌             | 仕事の歌 The Work Song                          | マーク・デイヴィッド ジェリー・リヴィングストン アル・ホフマン | マーク・デイヴィッド ジェリー・リヴィングストン アル・ホフマン | 片桐和子 | ジム・マクドナルド ルシル・ウィリアムス ジューン・サリヴァン |
| 挿入歌             | ビビディ・バビディ・ブー Bibbidi-Bobbidi-Boo    | マーク・デイヴィッド ジェリー・リヴィングストン アル・ホフマン | マーク・デイヴィッド ジェリー・リヴィングストン アル・ホフマン | 片桐和子 | ヴェルナ・フェルトン                                         |
| 挿入歌             | これが恋かしら So This Is Love                  | マーク・デイヴィッド ジェリー・リヴィングストン アル・ホフマン | マーク・デイヴィッド ジェリー・リヴィングストン アル・ホフマン | 片桐和子 | アイリーン・ウッズ マイク・ダグラス                          |

## ストーリー製作
1922年、ウォルト・ディズニーは、ラフォグラム・フィルムで「シンデレラ」を原作にした作品を作った。そして1933年12月に、その第2作をシリー・シンフォニーの短編として作ろうとしていた。監督はバート・ジレット、作曲はフランク・チャーチルと決めた。シンデレラの遊び相手として「白いネズミと鳥」が登場する筋書きだった。話を広げるため、ストーリーアーティストたちは視覚的なギャグを提案し、それらのいくつかは最終的な映画にも入った。しかし、1938年初頭、話が複雑すぎて短編にまとめることができないことが分かったので、アル・パーキンスが書いた14ページの概要から始めることで、長編アニメになりうるという考えが浮上した。
2年後、2回目の原案（フィルム・トリートメント）が、ダナ・コフィとビアンカ・マジョーリーによって書かれた。そこではシンデレラの継母はフロリメル・デ・ラ・ポシェル、義理の姉はワンダとジャボット、ペットのネズミはダスティ、カメはクラリッサ、義姉のペットの猫はボン・ボブ、王子の補佐官はスピンク、義姉のダンスの先生はムッシュ・カーネワルと名付けられた。このバージョンは、シンデレラが2度目の舞踏会から遅れて帰宅するまでは、元の童話に忠実である。その後、義理の家族はシンデレラを地下室に閉じ込める。スピンクたちがラ・ポシェル邸に着くと、ダスティはスリッパを持って彼らを導いてシンデレラを解放させる。
1943年9月、ディズニーは『シンデレラ』に着手するため、ディック・ヒューマーとジョー・グラントにストーリー監督を担当させ、100万ドルの予備予算をつけた。しかし、1945年までにストーリー作成の準備は中止された。一方、『南部の唄』（1946年）の執筆途中に、ダルトン・Ｓ・レイモンドとモーリス・ラフは口論になり、ラフがシンデレラの仕事に回された。そしてそのラフによって作られた『シンデレラ』は、主人公のシンデレラは白雪姫よりも積極的な人物として描かれており、義理の家族に反抗的な態度も見せている。ラフは次のように説明している。「私の考えでは、誰かが来てすべてを変えてくれることなどありません。すべてお膳立てされなどいません。つかみ取らないといけない。だから私が作ったバージョンでは、フェアリー・ゴッドマザーはこう言うのです。"真夜中までは大丈夫、だけどそれから先はあなた次第"と。私はシンデレラにつかみとらせました。そのためにシンデレラがしなければならなかったのは、継母と姉に逆らって、自分の家で奴隷でいることを止めることでした。なので私は、彼女たちがシンデレラに指図すると、シンデレラが彼女たちにものを投げ返すシーンを入れました。シンデレラは反抗したので、屋根裏部屋に閉じ込められます。（私の考えを）まともに受け止めていた人は誰もいなかったと思いますが」。
1946年春、ディズニーはストーリーについてのミーティングを3回開き、その後の1947年3月24日に、テッド・シアーズ、ホーマー・ブライトマン、ハリー・リーブスから原案を受け取った。この原案では、王子はそれ以前の『白雪姫』（1937年）の話を思い起こすような紹介の仕方で、いたちごっこのような対立がヒントになっていた。1947年5月までには、大まかなストーリーボードが作られている段階になっており、同じ月のレポートでは、「主に納屋の動物と、シンデレラの日々の行動の観察から」ストーリーに異なるアプローチをすることが提案されている。
『ファン・アンド・ファンシー・フリー』（1947年）の劇場公開後、ウォルト・ディズニー・プロダクションの銀行債務は420万ドルから300万ドルに減少した。この頃ディズニーは、財政健全化が必要ということは認めていたが、製作数を減らすことは自殺行為であると融資者に強調した。そして、スタジオを完全に健全な財政状態に戻すために、長編アニメーション映画の製作に戻るという欲望を表明した。これまでに、『シンデレラ』、『ふしぎの国のアリス』（1951年）、『ピーター・パン』（1953年）という3つの企画が計画中だった。ディズニーは、『ふしぎの国のアリス』と『ピーター・パン』はキャラクターが冷たすぎる感じがするのに対し、シンデレラは白雪姫と似た要素があると感じたので、このプロジェクトに許可を出した。一流のアニメーションの才能が買われ、ベン・シャープスティーンが総監督に選ばれ、ハミルトン・ラスク、ウィルフレッド・ジャクソン、クライド・ジェロニミが監督となった。しかしながら、アリスの製作も再開された。これは、どちらの映画が先に完成させるか、良い意味で競争させるためであった。
1948年初め、『シンデレラ』の進行は『ふしぎの国のアリス』よりもずっと先に進み、『バンビ』（1942年）以来初となる長編アニメーション映画となった。1948年1月15日のストーリーミーティングで、いたちごっこのところが映画で重要な場面になってきたので、ディズニーはベテラン脚本家ビル・ピートにその部分を担当させた。
1940年代終わりになると、ディズニーは『宝島』の製作に時間をとられ、本作にはかかわらなくなっていった。そのため監督たちは詳細についても自分たちで判断しなければならなくなった。ディズニーはもう毎日ミーティングを開くことはなかったものの、1949年夏にディズニーがイギリスに出張している2か月半の間は、メモ、台本、ストーリーボードのフォトスタット、サウンドトラックのアセテートを郵送して連絡を取り合った。ディズニーから返事がなかった場合は、いったん作業を再開して、返事が来たらやり直していた。1つの例として、ディズニーが8月29日にスタジオに戻ってきたとき、ラスクのアニメーションの筋を確認し、山のような細かい修正と、クライマックスシーンの大幅な作り直しを命じている。そして製作は1949年10月13日までに完了した。

## サウンドトラック
- 『シンデレラ オリジナル・モーション・ピクチャー・サウンドトラック』（ポニーキャニオン、1992年10月21日発売）PCCD-00076
- 『シンデレラ／眠れる森の美女 オリジナル・サウンドトラック』（ポニーキャニオン、1995年11月17日発売）PCCD-00139
- 『シンデレラ オリジナル・サウンドトラック』（エイベックス・エンタテインメント、2000年1月19日発売）AVCW-12068
- 『シンデレラ オリジナル・サウンドトラック スペシャル・エディション』（ユニバーサル ミュージック、2018年11月14日発売）UWCD-8005

## 夢のファンタジーワールド
1992年のリバイバル公開は、東映系の企画『夢のファンタジーワールド』のメイン作品として上映された。これは日本での6回目の劇場公開であった。『シンデレラ』のほか、『ミッキーのたつまき騒動』、日本のアニメ『きんぎょ注意報!』『キャンディ・キャンディ』の4本立て公開であった。
1992年10月でディズニーとワーナー・ブラザース日本支社の契約が切れ、その後は作品ごとに配給を検討することに決まった。そのような背景があり、1991年9月に日本で『ディズニー・フェスティバル』が開催された時に、ジェフリー・カッツェンバーグウォルト・ディズニー・スタジオ会長、リチャード・フランク同社社長らディズニー・グループの幹部が来日し、岡田茂映連会長に表敬訪問に行った。岡田は1980年と1981年の夏休みの「東映まんがまつり」枠で、ディズニー作品を上映した実績があることから、ディズニー側から東映とディズニーのアニメをセットにしないかと申し入れがあり、『シンデレラ』を上映することで話がまとまった。ただ、東映アニメーション制作作品とは異なり、「東映まんがまつり」枠でディズニーのアニメを入れるとディズニーに儲けを半分持っていかれることから、1985年10月、東北新社と提携し、東映ビデオが権利を持つ『エクスタミネーター2』『殺人鬼』などの映画作品をビデオで販売したものと同様、東映洋画部で「夢のファンタジーワールド」という別枠を作り、上記の東映の短編アニメと合わせて配給を決めた。この配給をワーナーと折衝し、120館程度で上映を予定したが、岡田が東映と東急レクリエーションの社長を兼任していたことから、当時岡田が積極的に推進していたビデオシアターをこのうち系列の10数館で上映を予定した。するとディズニー側がこれを拒否。ビデオシアターはスーパーやショッピングセンターの中が殆どで席数も100前後で当然小さいが、小さい子供連れだと新宿や銀座まで行かずに自宅の近所で観たい人が多く、実際に儲かっていてアニメ配給の約3％を占めていた。東映は「ディズニーは日本のマーケット事情を知らない」と三度に渡り、詳細をまとめてワーナー日本支社を通じて、ディズニー側に送ったが、なぜ拒否するのかの理由を解答してくれず、ダメの一点張りで時間切れとなり、ビデオシアターは全部キャンセルし、劇場のみの110館で上映した。

## その他
- ウォルトが「一番好きな作品」と語った作品である。
- この後、ディズニーは『ふしぎの国のアリス』『ピーター・パン』『わんわん物語』 など、傑作と呼ばれる作品を立て続けに放った。
- 日本では、公開当時1952年3月7日から約2ヵ月経った同年5月17日に『ピノキオ』が公開されている。
- 1987年7月18日に東宝配給で夏休み映画として「ふしぎの国のアリス」と初公開となった「デイスコ・ミッキーマウス（英語版）」とリバイバル公開された。

## ゲーム
- スクウェア・エニックスとの提携作品である「キングダム ハーツ」に、純粋な光の心の持ち主である『セブンプリンセス』の1人としてシンデレラが登場した。そして続編の「バースバイスリープ」では映画をモチーフにしたワールドが登場し、同作の3人の主人公達の助けにより王子と結ばれてゆく。

なお後者の作品で登場した敵「アンヴァース」に関して、悪役であるトレメイン夫人は負の感情により、2体もの大型アンヴァースを生み出している（どちらもシンデレラへの嫉妬や逆恨みに因るもの）。また、今作独自の展開としてトレメイン夫人はドリゼラ、アナスタシア（今作では本編と違い改心しない）共々、最期は自分が生み出したアンヴァースが放った爆弾の直撃を食らうという壮絶な最期を遂げる。

## 受賞歴
| 映画賞                       | 賞                      | 対象                     | 結果       | 出典   |
| ---------------------------- | ----------------------- | ------------------------ | ---------- | ------ |
| 第1回ベルリン国際映画祭      | ミュージカル部門 金熊賞 | 『シンデレラ』           | 受賞       | [ 37 ] |
| 第1回ベルリン国際映画祭      | 観客賞                  | 『シンデレラ』           | 受賞       | [ 37 ] |
| 第11回ヴェネツィア国際映画祭 | 審査員特別賞            | 『シンデレラ』           | 受賞       | [ 38 ] |
| 第23回アカデミー賞           | アカデミー録音賞        | 『シンデレラ』           | ノミネート | [ 39 ] |
| 第23回アカデミー賞           | ミュージカル音楽賞      | 『シンデレラ』           | ノミネート | [ 39 ] |
| 第23回アカデミー賞           | アカデミー歌曲賞        | ビビディ・バビディ・ブー | ノミネート | [ 39 ] |

## メディアソフト

### ダイヤモンド・コレクション MovieNEX[40]
日本で2015年3月18日にウォルト・ディズニー・スタジオ・ジャパンからBlu-ray DiscとDVD、デジタルコピー（スマートフォンやタブレット端末で、本編映像を見ることができるサービス）、MovieNEXワールドがセットになったMovieNEXが発売された。

#### ボーナスコンテンツ
- シンデレラの世界
  - 本物の妖精、オコナー夫人を讃えて
  - 夢は広がる　ファンタジーランド in フロリダ 現地レポート
  - 夢をかなえる魔法の靴
  - もうひとつのオープニング
- 短編アニメーション　ラプンツェルのウェディング
- クラシック・ボーナス・フィーチャー
  - 未公開シーン
    - イントロダクション
    - ♪シンデレラ・ワーク・ソング
    - ♪ダンシング・オン・ア・クラウド

  - 音楽の世界
    - ♪メイン・タイトル／シンデレラ（オリジナル・デモ・レコーディング）
    - 未発表曲
      - ♪シング・ア・リトル　ドリーム・ア・リトル
      - ♪仕事は大変
      - ♪ザ・マウス・ソング
      - ♪ザ・ドレス・マイ・マザー・ウォア
      - ♪ダンシング・オン・ア・クラウド
      - ♪アイ・ロスト・マイ・ハート・アット・ザ・ボール
      - ♪ザ・フェイス・ザット・アイ・シー・イン・ザ・ナイト

    - ラジオ・ライブラリー（“VILLAGE STORE”より（1948年3月25日）／“GULF OIL PRESENTS”より（1950年頃）／“SCOUTING THE STARS”より（1950年2月23日））

  - 製作の舞台裏
    - メイキング・オブ『シンデレラ』
    - 製作秘話
    - ナイン・オールド・メンの功績
    - メアリー・ブレアのアート・スタイル
    - ストーリーボードと完成版の比較
    - 『シンデレラ』（ラフォグラム・フィルム社版：1922年）
    - TVシリーズ“ミッキーマウス・クラブ”より（1956年1月24日）
    - 劇場予告編（1950年（初公開版）／1965年（リバイバル公開版）／1973年（リバイバル公開版）／1981年（リバイバル公開版）／1987年（リバイバル公開版）（1）／1987年（リバイバル公開版）（2））
- ティモンとプンバァのブルーレイ3D案内